# Bataille d'Uji (1180)
Pour les articles homonymes, voir Bataille d'Uji.
Guerre de Genpei
Batailles
- Uji (1re)
- Nara
- Ishibashiyama
- Fujigawa
- Sunomata
- Yahagigawa
- Hiuchi
- Kurikara
- Shinohara
- Mizushima (navale)
- Fukuryūji
- Muroyama
- Hōjūjidono
- Uji (2e)
- Awazu
- Ichi-no-Tani
- Kojima
- Yashima (navale)
- Dan-no-ura (navale)

La première bataille d'Uji est une bataille qui a eu lieu près de Kyōto au Japon le 23 juin 1180 et marque le début de la guerre de Genpei.

## Causes et déroulement
En 1180, le prince Mochihito, le favori du clan Minamoto pour la succession au trône, fut chassé par les forces Taira jusqu'au Mii-dera, un temple situé juste en dehors de Kyōto. En raison de l'intervention d'un moine du Mii-dera sympathisant des Taira, l'armée des Minamoto arriva trop tard pour défendre le temple. Minamoto no Yorimasa conduisit alors le prince Mochihito au sud en direction de Nara, accompagné de l'armée Minamoto et de moines guerriers du Mii-dera. Trois moines-guerriers en particulier sont cités dans le Heike Monogatari pour leur rôle dans cette bataille:
- Gochin no Tajima, dit Tajima le coupeur de flèches, qui coupa avec sa naginata les flèches tirées par les Taira.
- Tsutsui Jomyo Meishu, qui, après avoir tiré 24 flèches, posa son arc et se battit en plein milieu des troupes Taira, d'abord avec sa naginata, puis avec son tachi et pour finir avec son tantō. Il se réfugie par la suite sur la berge ou il retire 63 flèches de son armure.
- Ichirai Hoshi, qui sauta par-dessus Tsutsui Jomyo Meishu pour prendre sa place au combat où il mourut.

Tous trois, accompagnés d'autres moines du Mii-dera, ont combattu avec des arcs et flèches, diverses épées et dagues, et des naginata.
Ils traversèrent la rivière Uji juste au sud du Byōdō-in, et détruisirent le pont derrière eux pour empêcher les Taira de les suivre. Cependant, les forces du clan Taira traversèrent la rivière à gué et engagèrent les Minamoto, qui furent forcés de se retrancher dans le Byōdō-in.
Yorimasa essaya d'aider le prince à fuir, mais fut blessé par une flèche. Il se fit alors seppuku dans la salle du Phénix. C'est l'un des premiers seppuku connus, et celui qui a fixé la norme pour les suivants. Le prince Mochihito parvint à s'enfuir en direction de Nara, mais fut tué quelques jours après par les guerriers Taira.